# Krzyżanowo (województwo wielkopolskie)

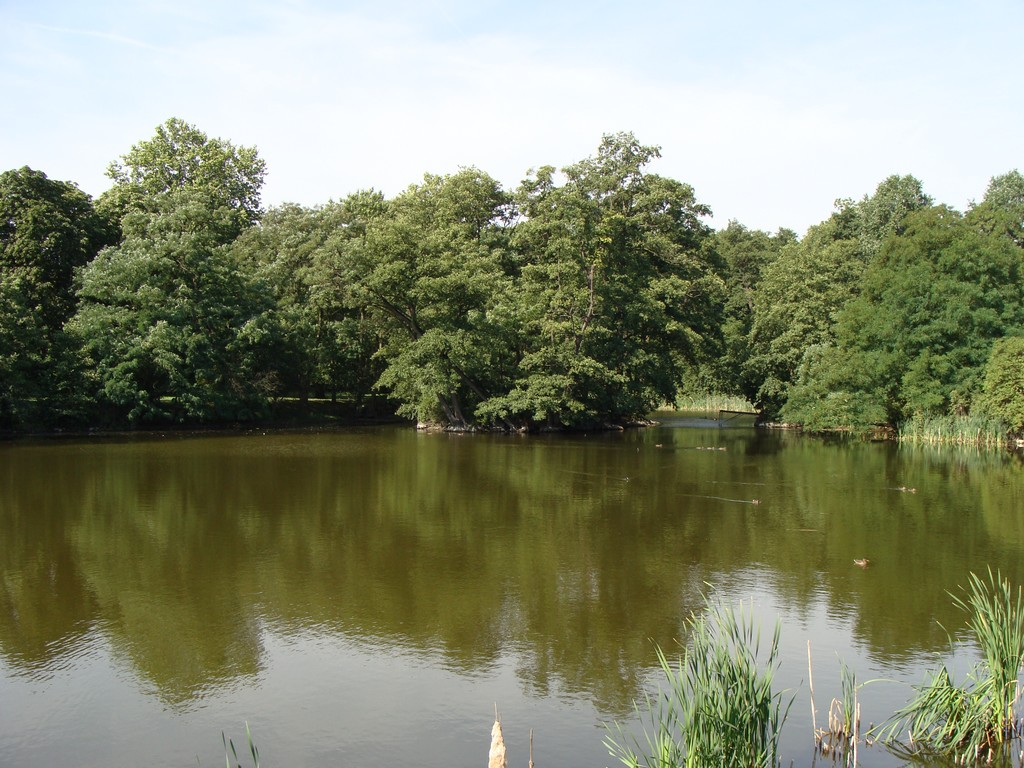
Staw

Krzyżanowo – wieś w Polsce, położona w województwie wielkopolskim, w powiecie śremskim, w gminie Śrem. 
W latach 1954–1971 wieś należała i była siedzibą władz gromady Krzyżanowo, po jej zniesieniu w gromadzie Śrem. W latach 1975–1998 wieś administracyjnie należała do województwa poznańskiego.

## Integralne części wsi
| SIMC    | Nazwa | Rodzaj    |
| ------- | ----- | --------- |
| 0596346 | Huby  | część wsi |

## Historia
Wieś  Krziżanowo położona była w 1581 roku w powiecie kościańskim województwa poznańskiego.
Wieś położona przy lokalnej drodze powiatowej nr 4069 z Pucołowa do Kadzewa przez Błociszewo, drogi bocznej z Manieczek, 8 km na zachód od Śremu. Przy drodze powiatowej nr 4066 do Gaju położona jest część Krzyżanowa zwana Hubami. Przez wieś przebiega Droga św. Jakuba - wielkopolski odcinek szlaku pielgrzymkowego do katedry w Santiago de Compostela w Galicji w północno-zachodniej Hiszpanii.
Pierwsza wzmianka o wsi w dokumentach pojawiła się w 1396 i wspomina Dzierżka z Krzyżanowa. Kolejnym właścicielem był Hinak, herbu Świnka, który przyjął nazwisko Krzyżanowski. Wieś pozostała własnością tego rodu do połowy XIX wieku. Następnymi właścicielami byli Wilczyńscy, herbu Poraj. W 1831 gościem Ksawerego Wilczyńskiego i Ludwiki z Nieżychowskich w starym drewnianym dworze był Adam Mickiewicz. W Krzyżanowie urodził się Włodzimierz Wilczyński – organizator kosynierów w bitwie obronnej o Książ Wielkopolski oraz dowódca oddziału partyzanckiego w czasie Wiosny Ludów. W 1881 majątek Krzyżanowo zlicytowano i do 1945 pozostał w rękach niemieckich. W 1960 zespół pałacowo-parkowy z folwarkiem przekształcono w zakład rolny kombinatu PGR Manieczki. W pałacu w 1982 mieścił się Ośrodek Studencki im. Adama Mickiewicza, jeden z pokoi stanowiła izba pamięci poświęcona poecie. Od 1990 zespół jest niedostępną własnością prywatną.
W rejestrze zabytków umieszczono:
- Park krajobrazowy – o powierzchni 7,69 ha z połowy XVIII wieku (nr rej.: 1942/A z 31.08.1984).
- Zespół folwarczno-pałacowy – w centrum parku pałac, barokowo – klasycystyczny z ok. 1910, w elewacji frontowej: reprezentacyjny portal oraz kartusze herbowe dawnych właścicieli (nr rej.: 1717/A z 23.04.1975)[9].

W gminnej ewidencji zabytków znajduje się również:
- Budynek szkoły z końca XIX wieku.

We wsi znajduje się Szkoła Podstawowa im. Władysława Stanisława Reymonta. W roku szkolnym 2006/2007 uczęszczało do niej 62 uczniów. Do świątków przydrożnych Krzyżanowa należy figura Matki Boskiej Niepokalanie Poczętej z 1945 przy szkole, kapliczka Dzieciątka Jezus z 1968, kapliczka Najświętszego Serca Jezusa z 1945 oraz krzyż przydrożny z 1976 w tzw. Hubach.
We wsi w 1946 urodził się Lech Raczak – reżyser teatralny, teatrolog, dramatopisarz; współzałożyciel Teatru Ósmego Dnia.